# Карапетян, Ерем Айказунович
Ерем Айказунович Карапетян (арм. Երեմ  Կարապետյան, 1 мая 1933, Юва, Камарлинский район, Армянская ССР — 15 декабря 2006, Ереван) — бывший депутат армянского парламента.

## Биография
- 1953 — окончил Ереванское медицинское училище. Стоматолог.
- 1954—1956 — служил в советской армии.
- 1956—1996 — работал стоматологом.
- 1996—1999 — был старостой с. Шаумян
- 1999—2003 — был депутатом парламента. Член постоянной комиссии по финансово-кредитным, бюджетным и экономическим вопросам.
- 25 мая 2003 — вновь избран депутатом. Член постоянной комиссии по финансово-кредитным, бюджетным и экономическим вопросам. Член «РПА».